# 謝米亞蒂切縣

52°25′38″N 22°51′45″E / 52.42722°N 22.86250°E
謝米亞蒂切縣（波蘭語：Powiat siemiatycki），是波蘭的縣份，位於該國東北部，由波德拉謝省負責管轄，首府設於謝米亞蒂切，面積1,460平方公里，2006年人口48,603，人口密度每平方公里33人。